# Stephen Scrope, 2. Baron Scrope of Masham
Stephen Scrope, 2. Baron Scrope of Masham (auch Stephen le Scrope, * um 1345; † 25. Januar 1406) war ein englischer Adliger und Militär.

## Leben
Er war der zweite Sohn des Henry Scrope, 1. Baron Scrope of Masham.
In jungen Jahren nahm er im Gefolge König Eduards III. an den Kämpfen in Frankreich teil. 1365 beteiligte er sich am Kreuzzug gegen Alexandria und wurde dort nach der Einnahme dieser Stadt zum Ritter geschlagen. Unter Edward of Woodstock kämpfte er 1367 im ersten kastilischen Bürgerkrieg in der Schlacht von Nájera und 1373 im Guyenne. 1399 nahm er am Feldzug König Richards II. nach Wales teil.
Sein älterer Bruder Sir Geoffrey hatte sich um 1360 dem Deutschritterorden angeschlossen und war 1362 in Litauen kinderlos gefallen, weshalb Stephen beim Tod seines Vaters 1392 dessen Titel als Baron Scrope of Masham nebst dessen Ländereien in Yorkshire, Staffordshire und Nottinghamshire erbte.
Spätestens Ende 1376 hatte er Margery († 1422), die Tochter des John Welles, 4. Baron Welles (1334–1361), geheiratet. Sie war die Witwe des John de Huntingfield († vor 1374), Sohn des William de Huntingfield, 1. Baron Huntingfield (1329–1376). Mit ihr hatte er fünf Söhne und zwei Töchter:
- Henry Scrope, 3. Baron Scrope of Masham (um 1373–1415);
- Sir Geoffrey Scrope († 1418), Gutsherr von South Muskham und South Carlton in Nottinghamshire;
- Stephen Scrope († 1418), Archidiakon von Richmond, Kanzler der Universität Cambridge;
- John Scrope, 4. Baron Scrope of Masham († 1455);
- William Scrope († 1463), Pfarrer von Goldsborough in Yorkshire, Archidiakon von Durham;
- Maud Scrope, Nonne in Bermondsey Abbey;
- N.N. Scrope, ⚭ Sir Baldwin Frevile.

Er starb 1406 und wurde in der im Münster von York bestattet.